# Prima Categoria
Prima Cargetoria là một giải đấu của bóng đá ở Ý. Đây là cấp độ thứ bảy (kể từ 2014–15) trong hệ thống giải bóng đá Ý và được tổ chức bởi Lega Nazionale Dilettanti (Liên đoàn nghiệp dư quốc gia) với các Ủy ban khu vực. Mỗi đội chiến thắng ở mỗi bảng đấu trong cấp độ Prima Cargetoria sẽ được thăng hạng lên Promozione, hạng sáu. Tùy thuộc vào quy tắc địa phương của mỗi giải đấu, một số đội bóng mỗi năm phải xuống hạng, hạng tám của bóng đá Ý, Seconda Categoria.
Cấp độ này của bóng đá Ý là hoàn toàn nghiệp dư và được điều hành ở cấp độ khu vực.
Từ năm 1898–1922, giải đấu bóng đá cao nhất ở Ý cũng có tên là Prima Categoria, tiền thân của Prima Divisione sau đó và Serie A hiện nay. Prima Categoria này không liên quan gì đến giải đấu ngày nay, được thành lập vào năm 1959.

## Lịch sử
Ban đầu, giải đấu này tương đương với Serie A, cho đến năm 1922, đây thực tế là tên chính thức của giải đấu hàng đầu của Ý.
Với sự cải tổ của Pro League trước mùa giải 2014-2015, trong đó Lega Pro Prima Divisione và Lega Pro Seconda Divisione đã thống nhất khôi phục Serie C như cấp quốc gia thứ ba mới, giải đấu này trở thành cấp quốc gia thứ bảy, nhưng vẫn cao thứ ba trong khối thi đấu ng hiệp dư.

## Tính năng, đặc điểm
Được thành lập gần đây vào năm 1959, được tổ chức bởi các ủy ban khu vực của FIGC, và do đó không có cấu trúc được xác định trước. Số vòng đấu trong đó giải đấu ở cấp khu vực khác nhau, cũng như số lượng đội tham gia ở mỗi giải đấu, theo www.datasport.it, số lượng đội trong giải đấu đầu tiên là 1686.

## Thắng hạng
Các đội được thăng hạng là những đội chiến thắng trong bảng của họ. Khác nhau từ vùng này sang vùng khác, có một cơ chế cho phép các trận playoffs để các đội chiến thắng được đưa vào danh sách kết quả (trong trường hợp trống) ở Promozione.

## Xuống hạng
Các đội sẽ xuống hạng đến Seconda Categoria.

## Prima Cargetoria theo vùng
- Prima Cargetoria Abruzzo - 5 bảng
- Prima Cargetoria Basilicata - 2 bảng
- Prima Cargetoria Calabria - 4 bảng
- Prima Cargetoria Campania - 7 bảng
- Prima Cargetoria Emilia từ Romagna - 8 bảng
- Prima Cargetoria Friuli - Venezuelaia Giulia - 3 bảng
- Prima Cargetoria Lazio - 9 bảng
- Prima Cargetoria Liguria - 4 bảng
- Prima Cargetoria Lombardia - 12 bảng
- Prima Cargetoria Marche - 4 bảng
- Prima Cargetoria Molise - 3 bảng
- Prima Cargetoria Piemonte và Thung lũng Aosta - 8 bảng
- Prima Cargetoria Puglia - 3 bảng
- Prima Cargetoria Sardegna - 5 bảng
- Prima Cargetoria Sicilia - 21 bảng
- Prima Cargetoria Toscana - 6 bảng
- Prima Cargetoria Trentino-Alto Adige / Südtirol - 3 bảng
- Prima Cargetoria Umbria - 3 bảng
- Prima Cargetoria Veneto - 8 bảng